# 河童ブギウギ
「河童ブギウギ」（かっぱブギウギ）は1949年8月10日に発売された美空ひばりのデビュー曲である。

## 概要

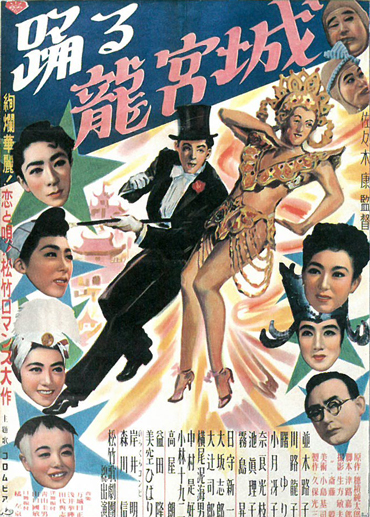
踊る龍宮城のポスター（左下が河童役の美空ひばり）

作詞：藤浦洸、作曲・編曲：浅井挙曄。レコードではB面収録で、A面は霧島昇の『楽しいささやき』。
この曲は、松竹映画で美空ひばり本人も出演している『踊る龍宮城』（1949年8月公開）の挿入歌である。